# Xóm cũ
Xóm cũ là một bộ phim điện ảnh truyền hình được thực hiện bởi Hãng phim Truyền hình Thành phố Hồ Chí Minh, Đài Truyền hình Thành phố Hồ Chí Minh do NSƯT Lê Cung Bắc làm đạo diễn. Phim phát sóng lần đầu vào năm 2003 trên kênh HTV7.

## Nội dung
Xóm cũ mở đầu với cảnh Hoàng Đại ca, người từng là một tay giang hồ có tiếng trong Xóm cũ, đi biệt xứ lâu ngày mới trở về lại xóm cũ, đang đưa hũ cốt của Bảy Dưỡng từ một mỏ vàng ở miền Trung về Xóm cũ gửi ở Chùa thầy Tám để làm lễ cầu siêu cho Bảy Dưỡng và gửi một chiếc hộp cho thầy Tám nhờ gửi lại cho Kiều - vợ cũ của Hoàng. Sau đó anh đi đến quán nhậu của Lượm - bạn thân để tâm sự. Tin Hoàng trở về và Dưỡng chết sau đó đã nhanh chóng lan truyền đi khắp xóm.
Anh đi lòng vòng trong xóm thăm mọi người, gặp lại được những người thân là Hai Vinh, Chiến, Ông Ba và biết được nhiều chuyện về Kiều như việc cô đã lấy người khác và những chuyện khác xảy ra trong thời gian anh đi biệt xứ... Nhiều người nghĩ Kiều sẽ không dám về Xóm cũ gặp Hoàng vì sợ Hoàng trả thù vì Kiều đã phản bội Hoàng.
Bỗng một đêm, xóm trở nên ầm ĩ với tin ông Sáu Cự chết tại nhà. Nhiều người đổ dồn nghi ngờ qua Hoàng vì anh chỉ mới về vài ngày đã có án mạng. Nhưng mọi nghi ngờ sau đó đã được sáng tỏ, Hoàng trong sạch và án mạng trên là do những tên "cò đất" gây ra.
Một vài ngày sau, ông Ba cũng bất ngờ ra đi. Sau khi đám tang ông Ba kết thúc, Hoàng rời khỏi xóm cũ để đi lên Tây Nguyên, nơi anh đã nỗ lực kiếm tiền và sở hữu được 2 hecta cà phê tại đây.
Hôm sau, Kiều về Xóm cũ nhưng cô lại không gặp được Hoàng. Kiều đến gặp thầy Tám và được giao lại chiếc hộp của Hoàng, đó là một số vàng và là quà của Hoàng tặng Kiều trước khi đi.

## Diễn viên
- Việt Trinh trong vai Kiều
- Võ Thế Vỹ trong vai Hoàng
- NSƯT Hồ Kiểng trong vai Ba Phước
- Diễm Kiều trong vai Bà Tâm
- Công Thành trong vai Tám Hòa
- Hoài An trong vai Loan
- Trường Thịnh trong vai Hai Vinh
- Minh Dậu trong vai Sáu Cự
- Mai Trần trong vai Thủ
- Nhật Cường trong vai Hổ
- Dị Thảo trong vai Lượm
- Lê Hùng trong vai Chiến
- NSƯT Thu Vân trong vai Bà Sáu Tứ Sắc
- Mạc Can trong vai Ông Lành
- Bé Hoàng Hải trong vai Nam

Cùng một số diễn viên khác...